# 格拉姆斯比约市镇
格拉姆斯比约市镇（丹麥語：Glamsbjerg Kommune），曾是丹麦菲英郡的市镇。面积约91km²，总人口5909（2005年）。于2007年1月1日撤销，最后一任市长是Ankjær Stenskrog（丹麦自由党成员）。后来并入阿森斯市鎮（面积513km²，人口41201（2005年）。